# Sosigenes
Sosigenes van Alexandrië (Oudgrieks: Σωσιγένης) was een Griekse astronoom uit de oudheid die volgens Plinius de Oudere geraadpleegd werd door Julius Caesar bij het ontwerp van de juliaanse kalender. 
Er is weinig over hem bekend. Plinius noemt hem in zijn boek Natuurlijke Historie in boek 18 regel 210-212 waar het gaat over de verschillende kalendersystemen die in de toenmalig bekende wereld in gebruik waren:
.. Er waren drie hoofdscholen, de Chaldeeuwse, de Egyptische en de Griekse, en aan dezen werd in ons land door Caesar toegevoegd een vierde gedurende zijn dictatuur, die met assistentie van de geleerde astronoom Sosigenes (Sosigene perito scientiae eius adhibito) de aparte jaren terugbracht in overeenstemming met de loop van de zon.
Plinius noemt Sosigenes ook kort als iemand die de baan van Mercurius nader bestudeerd had.